# Siener van Rensburg
Nicolaas „Niklaas“ Pieter Johannes Janse van Rensburg (* 30. August 1864 in Palmietfontein bei Potchefstroom, Südafrikanische Republik; † 11. März 1926 in Rietkuil bei Ottosdal), bekannt als Siener van Rensburg, war ein Mann, der bei den Buren als Prophet galt.

## Leben
Janse van Rensburg wurde als Sohn von Willem Jacobus und Anna Catharina Janse van Rensburg auf der Farm Palmietfontein geboren. Er erhielt nur 20 Tage lang eine formelle Bildung und arbeitete meist als Hirtenjunge. Er konnte zeitlebens nicht schreiben, aber lesen – er las jedoch nur die Bibel. Mit sieben Jahren hatte er seine erste Vision, als er vorhersagte, dass ein vorbeiziehender Koranna die Farm nicht überfallen würde. Mit etwa 17 Jahren zog er nach Wolmaransstad, mit 21 Jahren wurde er als Kirchenältester der örtlichen Gemeinde der Hervormde Kerk gewählt. 1884 heiratete er Anna Sophia Kruger, mit der er zehn Kinder hatte.
Im Zweiten Burenkrieg trat er durch zutreffende Prophezeiungen für den Burengeneral Koos de la Rey hervor, der ihn zu seinem engen Ratgeber machte. Auch beschützte van Rensburg durch seine Vorhersagen mehrfach den Staatspräsidenten des Oranje-Freistaats, Marthinus Theunis Steyn. Am 13. September 1901 sah van Rensburg einen Überraschungsangriff auf das Lager um General Roux voraus; van Rensburg floh, während Roux die Warnung missachtete und in Gefangenschaft geriet. In der Schlacht von Tweebosch schließlich soll van Rensburg die Taktik der gegnerischen Truppen vorausgesehen haben, so dass de la Rey die britischen Truppen besiegen und deren General Paul Methuen gefangen nehmen konnte.
1914 sah er einen Erfolg des später als Maritz-Rebellion bezeichneten Burenaufstands vorher. Die Rebellion scheiterte jedoch. 1915 wurde er als Teilnehmer verhaftet und zu einer Gefängnisstrafe verurteilt. Nach deren Verbüßung kehrte er rund ein Jahr später auf die Rietkuil Farm bei Ottosdal im Distrikt Wolmaransstad zurück.
Seine Prophezeiungen erreichten ihn nach seinen Angaben nachts und bestanden aus einer Reihe von Symbolen, die van Rensburg zu einer Deutung zusammensetzte. Max du Preez berichtet, dass van Rensburg zwei Monate vor dem überraschenden Tod de la Reys ein Papier mit den Ziffern „1“ und „5“ über Lichtenburg gesehen haben will, de la Rey ohne Kopfbedeckung sowie mehrere Züge, die nach Lichtenburg fuhren, viele Blumen und Speisen, die nicht angerührt wurden. Die Vorhersage wurde bekannt, trotz van Rensburgs Warnung jedoch nicht verstanden. De la Rey starb bald darauf an einem 15. durch einen Polizeischuss, seine Kopfbedeckung war davongerollt und mehrere Züge fuhren nach Lichtenburg zu seiner Beerdigung. Gelegentlich soll van Rensburg die von ihm „gesehenen“ Symbole nicht habe deuten können.

## Rezeption
Die Prophezeiungen wurden in den letzten Lebensjahren van Rensburgs sowohl von dem Pastor Servaas Rossouw als auch von Anna Badenhorst, einer Tochter van Rensburgs, aufgezeichnet. Mit Beginn des Zweiten Weltkriegs, bei denen viele Buren eine Teilnahme an der Seite der Alliierten ablehnten, wurden diese Werke verboten.
Van Rensburgs Prophezeiungen werden bis in die Gegenwart auf aktuelle politische Ereignisse bezogen, insbesondere von rechtsgerichteten Kreisen der Afrikaaner, darunter der Gruppe Suidlanders. Van Rensburgs Prophezeiung einer „Nacht der langen Messer“ für den Fall des Ablebens des ersten schwarzen Staatschefs wird gelegentlich zitiert, um unter Weißen Angst vor Massakern zu schüren. 2003 behaupteten mehrere wegen Anschlagsplänen angeklagte Afrikaaner der Gruppe Boeremag, dass sie durch van Rensburgs Prophezeiungen inspiriert worden seien.